# 银川市
银川市，简称银，古称兴庆府、中兴府、中兴路、怀远镇、饮汗城、宁夏镇城、宁夏省城，在西夏语中被称为伊尔盖（Rjur Kiej，意为“世界”“京师”），中古蒙古和波斯史籍记载为额里合牙（Egrigaia）。是中華人民共和國宁夏回族自治区首府，位于宁夏中北部，“塞上江南”宁夏平原的中央，西倚贺兰山，东靠鄂尔多斯高原。黄河由南向北流贯中部，境内湖泊湿地众多，又被称为塞上湖城。
银川是古人类文明的发祥地之一，早在3.8-4万年前，水洞沟人就在此繁衍生息。银川是中原王朝开发较早的区域，秦始皇三十二年（公元前213年），大将蒙恬北击匈奴，将银川纳入秦朝。汉武帝元朔二年（前127年）春，大将卫青围歼盘踞于此的匈奴白羊王，在此将银川地区纳入汉朝版图。唐朝，银川先为怀远县，后为灵州“河外六镇”之一的怀远镇。1020年，李德明升怀远镇为兴州，迁都于此，经过李元昊的扩张建设，银川成为西夏王朝首都兴庆府约两个世纪。元朝时，银川为西夏中兴行省的省会。明朝在银川设置宁夏镇，为九边重镇之一，驻有宁夏镇总兵官、宁夏巡抚和宁夏镇守太监等高级官员。
银川市现辖三区两县一市，分别是兴庆区、金凤区、西夏区，永宁县、贺兰县，灵武市。全市总面积9025平方公里，全市汉族人口216.3万人，回族居民为67.3万人。银川是第二批国家历史文化名城，玉皇阁、鼓楼、南关清真大寺等名胜是城内的地标建筑。贺兰山下的贺兰山岩画、西夏王陵、拜寺口双塔和贺兰山国家森林公园人文和自然风光兼具。银川市境北接石嘴山市，东抵内蒙古自治区鄂尔多斯市，南达吴忠市，西界内蒙古自治区阿拉善盟。
银川市是西北地区重要中心城市、“一带一路”重要节点城市。中国·阿拉伯国家经贸论坛永久举办地，是全区军事、政治、经济、文化科研、交通和金融商业中心。近年来，银川市在新能源和绿色农业领域有了长足发展，依托贺兰山东麓葡萄酒产区，致力打造世界葡萄酒之都。银川市人民政府驻金凤区北京中路166号。

## 名称
西夏时期，银川称为兴庆府或者中兴府，西夏语发音为“Rjur Kiej”，中古蒙古和波斯史籍沿用西夏语发音记载为额里合牙（Egrigaia）。元代称为宁夏府路城，明代称为宁夏镇城，清代称为宁夏府城，民国称朔方道城。明末清初，有文人用銀川比喻寧夏省城地區，如劉敏寬《秋月楊楚璞中丞撫臨良晤長城關》、解震泰《遊賀蘭山》等。雍正年间，才開始有用「銀川」專指寧夏省城的用法。清乾隆十八年(1753)宁夏知府赵本植创建银川书院，清朝乾隆二十年（1755）《银川小志》成书，以可见此时银川之称已经被官方和民间广泛采用。1944年，寧夏省城正式定名「銀川」。1947年4月18日，银川市成立。
另銀川市西夏區因西夏王陵得名。

## 历史
银川地区早在旧石器时代就有人类活动痕迹，如已经发现的水洞沟遗址和镇北堡、暖泉等的新石器文化遗址。
春秋战国时期，银川是匈奴等民族的游牧地区。公元前221年，秦始皇统一中国，分全国为36郡，银川属北地郡，并派大将蒙恬屯垦當地。
西汉初年始修汉延渠，9年后建成后通水。汉成帝时期，北地郡主持屯田殖谷的上河典农都尉冯参，在今银川市荣东郊掌政乡洼路村一带，建起一座北典农城，俗称吕城，匈奴等游牧民称之为饮汗城。十六国中夏国的赫连勃勃改建北典农城为“丽子园”，为当时的风景游乐城市和驻兵、屯粮重镇。
北周建德三年（574年）置怀远郡、怀远县，位于银川平原中心。隶灵州管辖。唐仪凤二年（677年），怀远县城遭黄河水患冲毁。第二年在故城西（今银川兴庆区）筑怀远新城。
北宋时改怀远县为怀远镇，是当时著名的“河外五镇”之一。咸平四年（1001年）党项拓跋部首领李继迁，攻克怀远等河外六镇，并于次年将灵州6000余人迁至怀远。宋天禧四年（1020年）冬十一月，李继迁之子李德明将都城从灵州迁到怀远镇，营建了城池门阙、宫城殿宇和立国必备的宗庙、社稷建筑，将此地改成兴州。北宋明道二年（1033年），李德明长子李元昊改兴州为兴庆府，并于1038年在兴庆府筑坛受册，建大夏国，史称西夏。作为西夏国都的兴庆府曾颇为繁荣，人口一度达20万。
元朝时，初置西夏中兴等路行中书省，后改甘肃行省中兴府路、宁夏府路。明设宁夏府，后改立宁夏卫，又置宁夏前卫、左卫、右卫、中屯卫，为“五卫”治所。明建文年间（1399年～1402年）设宁夏镇，为“九边重镇”之一。清设宁夏府。清雍正二年（1724年）起，设宁朔县，宁夏县、宁朔县均治宁夏城内。中华民国时设宁夏道、朔方道。1929年设宁夏省，银川为宁夏省省会。1945年由贺兰县析置银川市。至1949年，银川城区面积约3万平方千米，人口约3万人。
1949年9月23日，中国人民解放军接管银川，并于29日成立银川市人民政府。中华人民共和国成立后，银川仍为宁夏省省会，直到1954年，宁夏省建制撤销，银川市为甘肃省银川专署所在地。1958年宁夏回族自治区成立，银川市成为自治区首府。
20世纪50年代以后，由于旧城区（今兴庆区）周边多湖泊、湿地，银川市政府并未着重拓展旧城区，而是在新满城一带建设新城，至21世纪以前，一直是“双城”模式。21世纪以后，新旧城之间的湿地不断被填平，最终形成旧城、新城、郊区的格局，后更名为兴庆区、金凤区、西夏区。
1972年6月1日，永宁县划入银川市。2002年，灵武市自吴忠市析出，由银川市代管。
2010年中华人民共和国国务院批准宁夏永久承办“中阿经贸论坛”。2012年设立银川综合保税区。

## 地理
银川市位于黄河上游宁夏平原中部，东与内蒙古鄂托克前旗毗邻；西依贺兰山，与内蒙古阿拉善盟为邻；南接吴忠市；北连石嘴山市。地域范围在北纬37°29′～38°53′,东经105°49′～106°53′之间。

### 地形地貌
银川位于贺兰山黄河洪积、冲积平原中部；地形开阔平坦，地面无切割；海拔在1010～1150米之间，地面坡度平缓；西部、南部较高，北部、东部较低，略呈西南──东北方向倾斜。境内贺兰山最高点3207米，黄河从银川城区东16公里呈北偏东方向流往石嘴山。
地貌单元从西向东分为：贺兰山地、洪积倾斜平原、洪积冲积平原、冲积湖沼平原、冲积河沼平原、河谷平原、河漫滩6部分。

### 湖泊湿地
历史上由于黄河不断改道，银川湖泊湿地众多，古有“七十二连湖”之说，现有“塞上湖城”之美称。全市有湿地面积3.97万公顷，其中天然湿地占湿地面积的60%以上，自然湖泊近200处，面积100公顷以上的湖泊20多处。20世纪后半叶后，银川市区湖泊湿地面积大为衰减，从50年代前期的54万亩锐减至1988年的16万亩，水深也大幅缩小。原因主要是50年代和60年代的填湖造田运动以及70年代、80年代的填湖造房活动。近年来，银川市政府投资生态工程，试图恢复湖泊湿地，其中宝湖、阅海和鸣翠湖先後建成為濕地公園。2018年，银川市湿地面积为5.3万公顷，自然湖泊、沼泽湿地近200处，水域面积占城市规划面积的十分之一。
- 金波湖，又稱宁大湖，位於寧夏大學內。
- 北塔湖，海宝塔附近的一处湖泊。
- 西湖（小西湖）（銀川市金鳳區有兩個西湖，另一個稱為大西湖，即閱海）。
- 银湖，位于银川市兴庆区銀川中山公園内的一处湖泊。
- 丽景湖，位于银川市兴庆区丽景湖公园内。

### 气候
银川市属中温带半干旱气候，四季分明，降水稀少。日照时间长，太阳辐射强，昼夜温差大。冬季漫长寒冷但不严酷，夏季炎热但时间较短且无酷暑。1月平均气温-7.9℃，极端最低气温-30.6℃（1955年1月4日）。7月平均气温23.5℃，极端最高气温39.3℃（1953年7月8日）。年平均气温9.0℃。年平均日照时数2905.8小时，是中国太阳辐射和日照时数最多的地区之一。年平均降水量180-200毫米左右，无霜期约185天。
| 银川市气象数据（1971年至2000年） | 银川市气象数据（1971年至2000年） | 银川市气象数据（1971年至2000年） | 银川市气象数据（1971年至2000年） | 银川市气象数据（1971年至2000年） | 银川市气象数据（1971年至2000年） | 银川市气象数据（1971年至2000年） | 银川市气象数据（1971年至2000年） | 银川市气象数据（1971年至2000年） | 银川市气象数据（1971年至2000年） | 银川市气象数据（1971年至2000年） | 银川市气象数据（1971年至2000年） | 银川市气象数据（1971年至2000年） | 银川市气象数据（1971年至2000年） |
| 月份                             | 1月                              | 2月                              | 3月                              | 4月                              | 5月                              | 6月                              | 7月                              | 8月                              | 9月                              | 10月                             | 11月                             | 12月                             | 全年                             |
| -------------------------------- | -------------------------------- | -------------------------------- | -------------------------------- | -------------------------------- | -------------------------------- | -------------------------------- | -------------------------------- | -------------------------------- | -------------------------------- | -------------------------------- | -------------------------------- | -------------------------------- | -------------------------------- |
| 历史最高温 °C（°F）              | 16.7 (62.1)                      | 19.4 (66.9)                      | 26.7 (80.1)                      | 35.1 (95.2)                      | 36.5 (97.7)                      | 37.0 (98.6)                      | 39.3 (102.7)                     | 37.8 (100.0)                     | 35.7 (96.3)                      | 27.7 (81.9)                      | 24.0 (75.2)                      | 15.9 (60.6)                      | 39.3 (102.7)                     |
| 平均高温 °C（°F）                | −0.8 (30.6)                      | 3.5 (38.3)                       | 10.4 (50.7)                      | 18.9 (66.0)                      | 24.2 (75.6)                      | 27.8 (82.0)                      | 29.5 (85.1)                      | 27.6 (81.7)                      | 23.2 (73.8)                      | 16.7 (62.1)                      | 7.7 (45.9)                       | 0.8 (33.4)                       | 15.8 (60.4)                      |
| 日均气温 °C（°F）                | −7.9 (17.8)                      | −3.8 (25.2)                      | 3.2 (37.8)                       | 11.2 (52.2)                      | 17.3 (63.1)                      | 21.5 (70.7)                      | 23.5 (74.3)                      | 21.6 (70.9)                      | 16.3 (61.3)                      | 9.2 (48.6)                       | 1.4 (34.5)                       | −5.5 (22.1)                      | 9.0 (48.2)                       |
| 平均低温 °C（°F）                | −13.7 (7.3)                      | −9.8 (14.4)                      | −2.8 (27.0)                      | 3.9 (39.0)                       | 10.1 (50.2)                      | 15.1 (59.2)                      | 17.6 (63.7)                      | 16.2 (61.2)                      | 10.4 (50.7)                      | 3.1 (37.6)                       | −3.2 (26.2)                      | −10.3 (13.5)                     | 3.1 (37.5)                       |
| 历史最低温 °C（°F）              | −30.6 (−23.1)                    | −25.4 (−13.7)                    | −19.3 (−2.7)                     | −11.7 (10.9)                     | −3.8 (25.2)                      | 3.9 (39.0)                       | 11.1 (52.0)                      | 6.8 (44.2)                       | −3.3 (26.1)                      | −9 (16)                          | −15.8 (3.6)                      | −29.3 (−20.7)                    | −30.6 (−23.1)                    |
| 平均降水量 mm（）                | 1.2 (0.05)                       | 2.3 (0.09)                       | 6.3 (0.25)                       | 8.3 (0.33)                       | 18.7 (0.74)                      | 17.4 (0.69)                      | 42.8 (1.69)                      | 51.5 (2.03)                      | 22.5 (0.89)                      | 11.5 (0.45)                      | 2.9 (0.11)                       | 0.9 (0.04)                       | 186.3 (7.36)                     |
| 平均降水天数（≥ 0.1 mm）         | 1.2                              | 1.4                              | 2.3                              | 2.6                              | 4.1                              | 5.6                              | 7.9                              | 8.7                              | 5.7                              | 3.4                              | 1.4                              | 0.8                              | 45.1                             |
| 平均相對濕度（％）               | 55                               | 50                               | 49                               | 42                               | 46                               | 56                               | 64                               | 69                               | 67                               | 62                               | 64                               | 62                               | 57                               |
| 月均日照時數                     | 205.7                            | 201.1                            | 232.6                            | 255.5                            | 287.1                            | 285.3                            | 281.8                            | 267.2                            | 240.2                            | 231.9                            | 214.3                            | 203.1                            | 2,905.8                          |
| 可照百分比                       | 68                               | 67                               | 63                               | 65                               | 65                               | 64                               | 63                               | 63                               | 65                               | 67                               | 71                               | 69                               | 66                               |
| 来源：中国气象局                 |                                  |                                  |                                  |                                  |                                  |                                  |                                  |                                  |                                  |                                  |                                  |                                  |                                  |

## 地质

### 土壤
由于山地急剧上升，平原相对下降，河流不断改道，在银川平原堆积了巨厚的第四纪沉积物，主要有细砂、粉砂、亚砂土、亚粘土、粘土等，形成了良好的蓄水条件。

### 地震
银川在大地构造上，属于贺兰山褶皱带、鄂尔多斯地台间之山前拗陷区；由于银川地堑位于青藏块体、鄂尔多斯块体的接壤、过渡地带，所以这里新构造运动很发育，地震活动比较强。从1143～1739年，银川地区共发生8次7级以上地震，震中大致分布在沉降中心及附近，即东经106.3°、北纬38.5°；1739年1月3日，银川发生10级地震。

## 政治

### 现任领导
| 机构     | · 中国共产党 · 银川市委员会 | 银川市人民代表大会 常务委员会 | 银川市人民政府       | · 中国人民政治协商会议 · 银川市委员会 |
| 职务     | 书记                        | 主任                          | 市长                 | 主席                                  |
| -------- | --------------------------- | ----------------------------- | -------------------- | ------------------------------------- |
| 姓名     | 赵旭辉                      | 马和清                        | 陶少华               | 魏和清                                |
| 民族     | 汉族                        | 回族                          | 汉族                 | 汉族                                  |
| 籍贯     | 宁夏回族自治区中卫市        | 宁夏回族自治区彭阳县          |                      |                                       |
| 出生日期 | 1968年8月（56歲）           | 1965年5月（60歲）             | 1968年6月（56—57歲） | 1966年7月（58歲）                     |
| 就任日期 | 2022年6月                   | 2021年12月                    | 2023年4月            | 2022年12月                            |

### 行政区划
银川市现辖3个市辖区、2个县，代管1个县级市。
- 市辖区：兴庆区、西夏区、金凤区
- 县级市：灵武市
- 县：永宁县、贺兰县

此外，银川市还设立以下经济管理区：国家级银川经济技术开发区、宁东能源化工基地。

## 人口
2022年末全市常住人口289.68万人，比上年末增加1.48万人。其中，城镇人口236.78万人，占总人口比重为81.74%；女性人口146.59万人，占总人口比重为50.60%。人口出生率为9.59‰，死亡率为4.46‰，人口自然增长率为5.13‰。 
根据2020年第七次全国人口普查，全市常住人口为2,859,074人。同第六次全国人口普查的1,993,088人相比，十年共增加了865,986人，增长43.45%，年平均增长率为3.67%。其中，男性人口为1,453,869人，占总人口的50.85%；女性人口为1,405,205人，占总人口的49.15%。总人口性别比（以女性为100）为103.46。0－14岁的人口为516,731人，占总人口的18.07%；15－59岁的人口为1,976,565人，占总人口的69.13%；60岁及以上的人口为365,778人，占总人口的12.79%，其中65岁及以上的人口为251,960人，占总人口的8.81%。居住在城镇的人口为2,293,656人，占总人口的80.22%；居住在乡村的人口为565,418人，占总人口的19.78%。

### 民族
全市常住人口中，汉族人口为2,145,863人，占75.05% ；各少数民族人口为713,211人，占24.95%，其中回族人口为667,606人，占23.35%。与2010年第六次全国人口普查相比，汉族人口增加639,871人，增长42.49%，占总人口比例下降0.51个百分点；各少数民族人口增加226,115人，增长46.42%，占总人口比例增加0.51个百分点。其中，回族人口增加209,728人，增长45.8%，占总人口比例增加0.38个百分点。

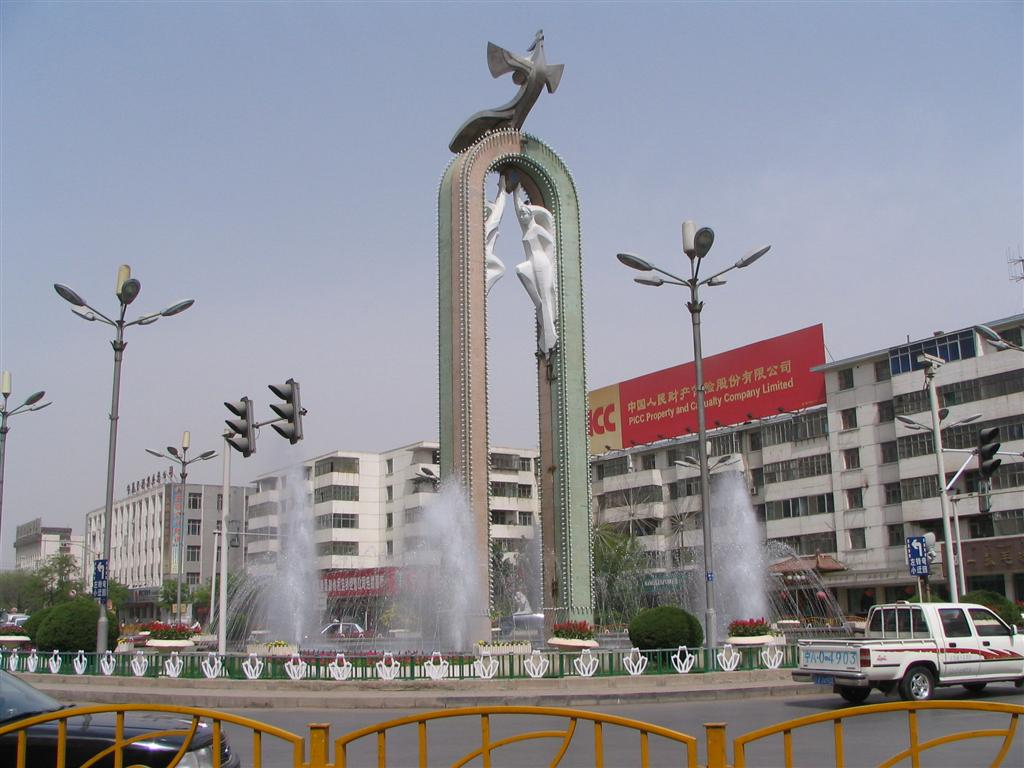
银川西门凤凰碑，被视为现代银川的象征之一

| 民族名称                | 汉族      | 回族    | 满族   | 蒙古族 | 苗族  | 土家族 | 壮族  | 维吾尔族 | 藏族  | 布依族 | 其他民族 |
| ----------------------- | --------- | ------- | ------ | ------ | ----- | ------ | ----- | -------- | ----- | ------ | -------- |
| 人口数                  | 2,145,863 | 667,606 | 21,428 | 7,106  | 5,071 | 2,633  | 1,200 | 1,115    | 1,079 | 1,019  | 4,954    |
| 占总人口比例（%）       | 75.05     | 23.35   | 0.75   | 0.25   | 0.18  | 0.09   | 0.04  | 0.04     | 0.04  | 0.04   | 0.17     |
| 占少数民族人口比例（%） | －        | 93.61   | 3.00   | 1.00   | 0.71  | 0.37   | 0.17  | 0.16     | 0.15  | 0.14   | 0.69     |

### 方言
1949年以前银川通行宁夏話，属蘭銀官话系统。近代以来，尤其是支边政策实行以来，大量外来移民迁入，宁夏方言的使用逐渐减少，但银川街头至今仍可听到市民用宁夏方言交谈。

## 经济
2023年，银川市地区生产总值2685.63亿元，其中，第一产业增加值99.47亿元；第二产业增加值1302.90亿元；第三产业增加值1283.26亿元。2023年银川市经济 （页面存档备份，存于）
银川平原土地肥沃，沟渠纵横，灌溉便利，素有“塞上江南”的美称，俗语称“黄河百害，唯利一套”，宁夏是河套平原的主要部分。永宁、贺兰是国家级商品粮生产基地县。
银川市主要粮食作物有水稻、小麦、玉米、豆类。水果主要有苹果、梨、葡萄、枣、枸杞等；畜牧养殖业有猪、牛、羊、家禽和獭兔、肉鸽、火鸡、蚕等特种动物；水产品主要有鱼、虾、蟹等，是西北最大的商品鱼基地。银川市依托煤炭、电力和农产品等资源优势，形成了以化工、机电、食品、建材、生物制药为主导的工业体系。
银川市拥有新华百货、物美、万达百货、麦德龙、世纪金花、BHG、华润万家、北京华联、国芳百盛等一批较为有名的大中型零售企业。此外，中国银行、中国工商银行、中国建设银行、中国农业银行、中国交通銀行、招商银行、中信银行、宁夏银行、石嘴山银行、黄河农村商业银行等金融机构在银川市设有分行。近年来，银川市因地制宜发展新材料、新能源、新食品“三新”产业，全力打造“三都五基地”，“中国新硅都”、“世界葡萄酒之都”、“算力之都”，以及新型储能电池制造基地、智能终端和半导体材料生产基地、高端奶产业基地、枸杞精深加工基地。

## 交通

### 航空
- 银川河东国际机场

### 城市轻轨（规划中）
银川市将规划建设银川-永宁-灵武-吴忠、银川-河东机场-宁东和银川-石嘴山三条市际轨道，以及灵武-宁东轻轨连接线。三条市际轨道和连接线建设完成后，银川周边80公里内的主要城市和重要经济区均能用轻轨连接起来。规划的城市轨道包括一条环城轨道、两条支线。南支线通往客运枢纽，西支线连接西夏区。

### BRT
银川市目前规划了四条BRT线路，其中1号线于2012年4月28日开工，同年9月投入运行，运营车辆为18米长的大铰接公交车和12米长的大单机公交车两种。

### 银川火车站

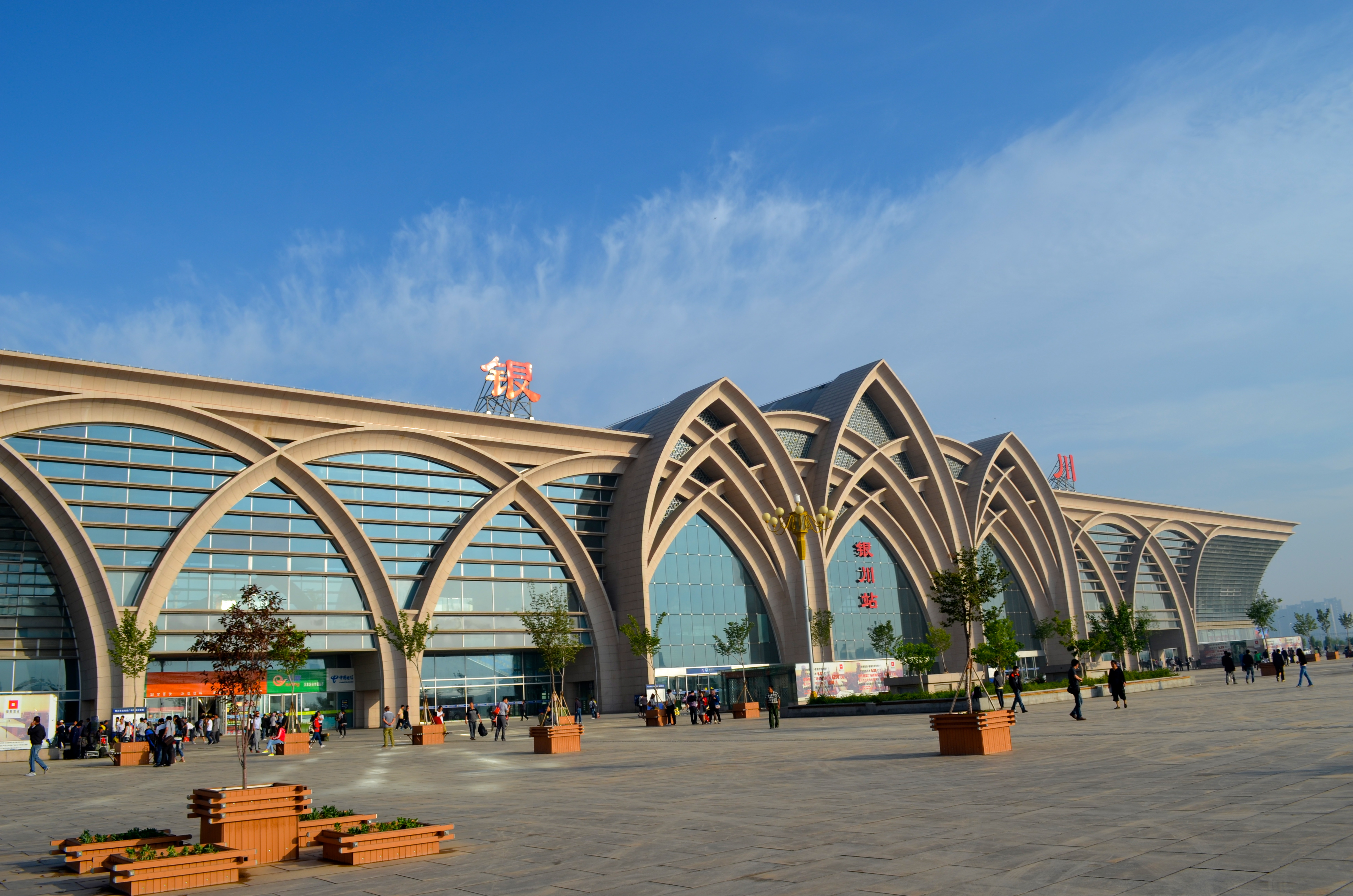
银川火车站

新建银川火车站设计规模10台18线，其中东站房3万平方米，2011年12月启用；新建银川南站为铁路枢纽货运站及综合货场，2011年1月11日开通的太中银铁路经银川南站接入银川站。

### 铁路

#### 高铁
- 银兰高速铁路
- 银西高速铁路
- 包银高速铁路
- 银巴铁路（在建）

#### 干线
宝中线干武线太中线定银线
支线铁路	
平汝线银新线
地方铁路	
宁东铁路固王铁路
- 包兰铁路
- 宝中铁路
- 干武铁路
- 太中银铁路
- 银西客专

### 公路
- 109国道
- 110国道
- 211国道0公里起点。
- 307国道目前的终点，在国家公路网规划（2013年－2030年）中将延伸至甘肃省张掖市山丹县。
- 青银高速终点。
- 福银高速终点。
- 京藏高速途径。其中银川永宁县至银川贺兰县区间采取并行线设计，西线为双向4车道，东线为双向八车道。[16]
- 银昆高速0公里起点。修建中，其中银川段已通车投用。

### 的士
银川的出租車（的士）起步价是¥7（3公里），之后每公里¥1.4。22:00－06:00起步价为¥8.4(3.5公里)，之後每公里收費¥1.5，行驶10公里后，每公里调整为¥2.1。免费等候时间为3分钟，3分钟后，每等候1分30秒加收500米租价。　

## 旅游

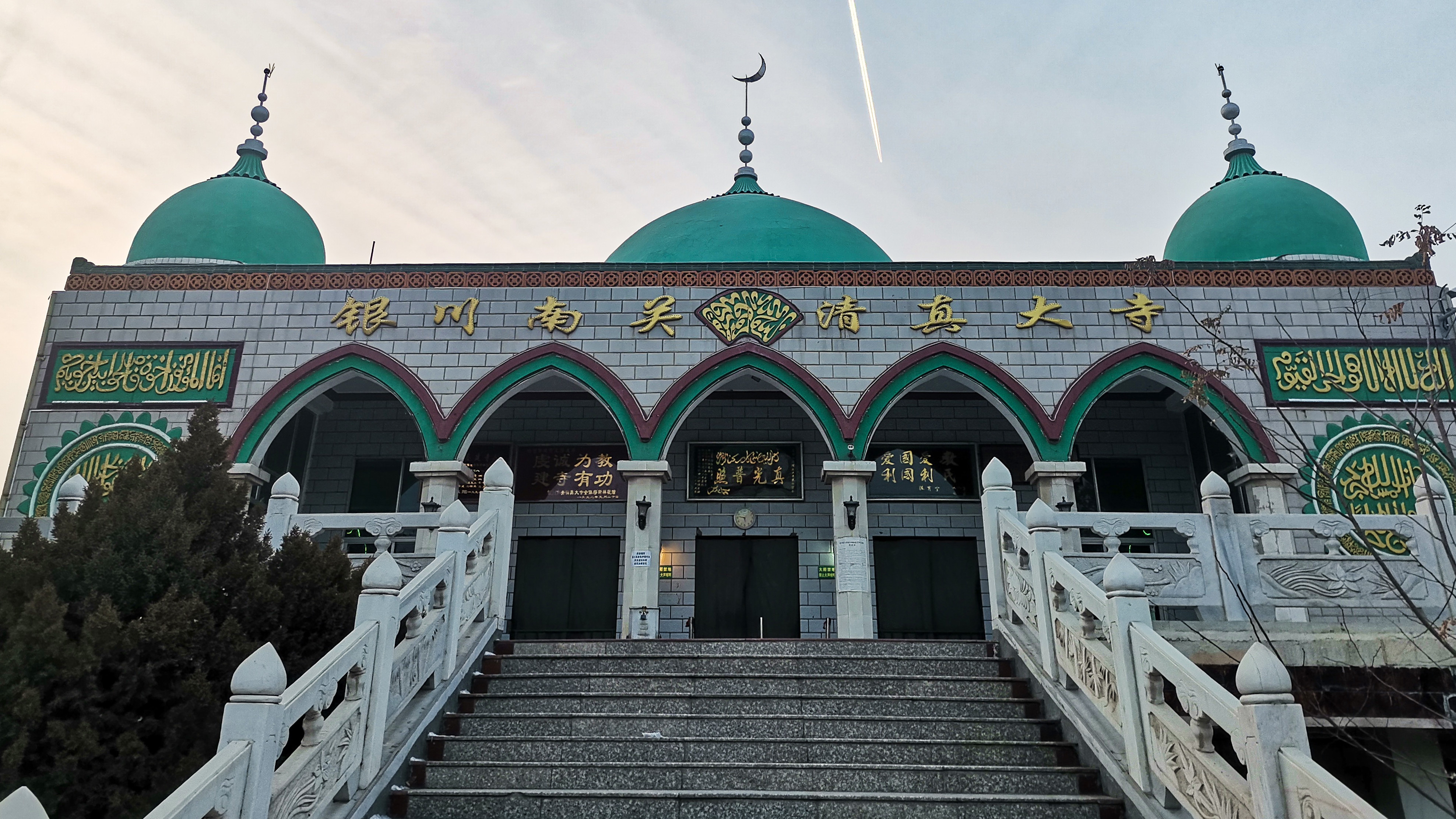
兴庆区的南关清真大寺，是银川回族的宗教活动中心场所

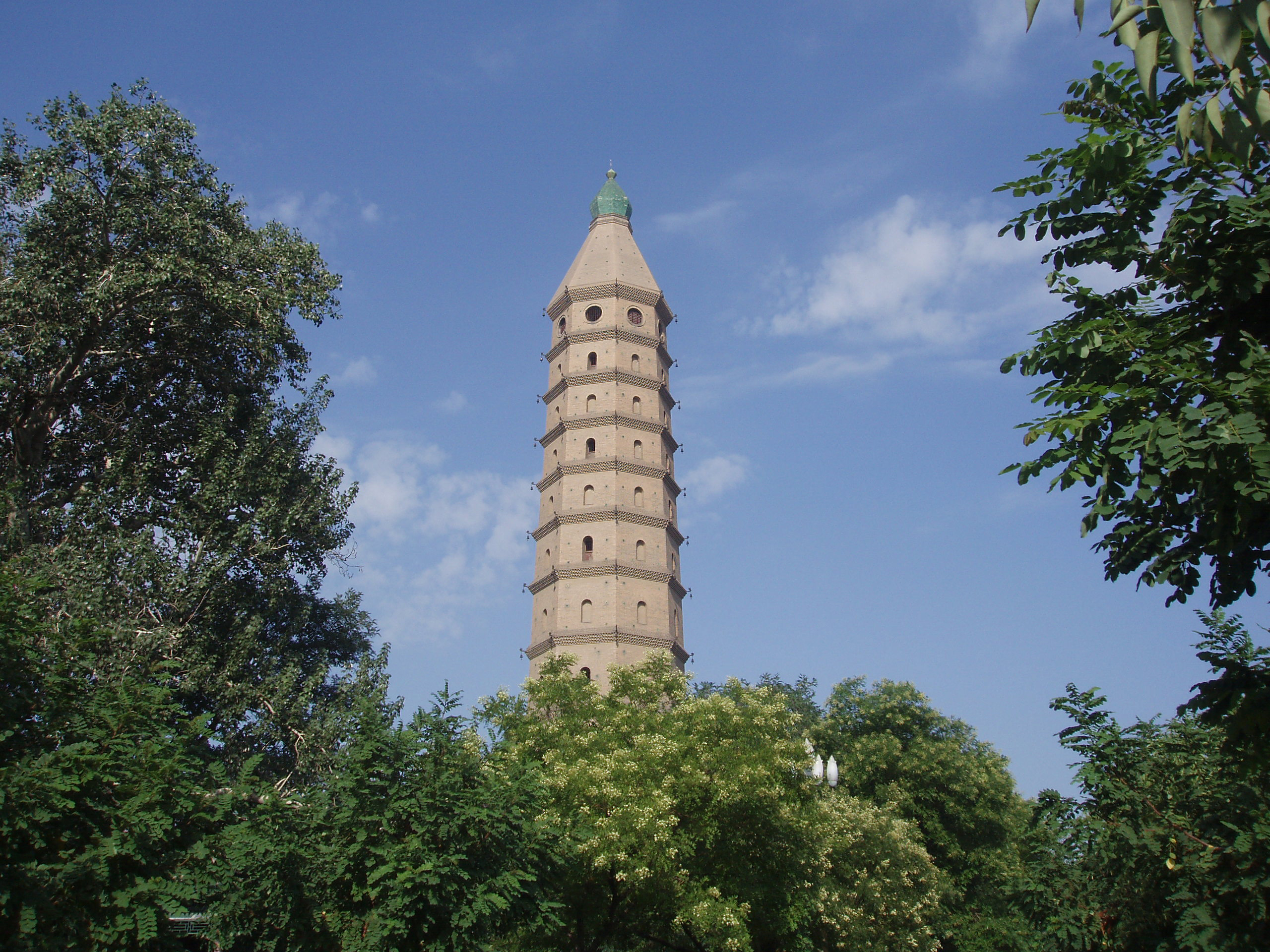
承天寺塔

海宝塔

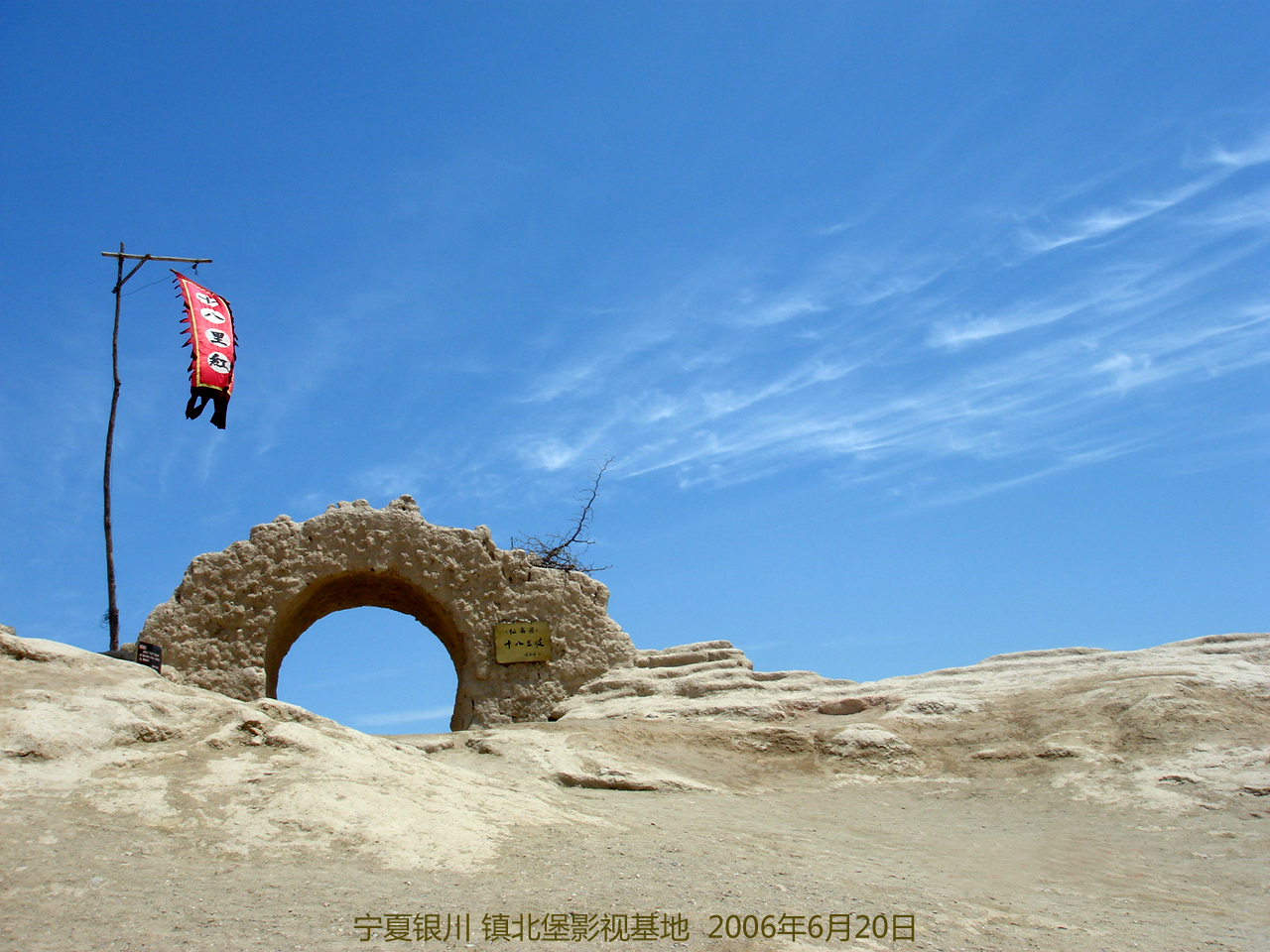
银川郊区的西部电影城

- 兴庆区、金凤区、西夏区
  - 贺兰山岩画
  - 南薰门（南门）
  - 鼓楼
  - 玉皇阁
  - 西夏王陵
  - 镇北堡西部影城
  - 承天寺塔
  - 拜寺口方塔
  - 拜寺口双塔
  - 苏峪口国家森林公园
  - 鸣翠湖国家湿地公园
  - 阅海湿地公园
  - 海宝塔
  - 滚钟口（小口子）
  - 南关清真大寺
  - 纳家户清真寺
  - 宝湖

- 贺兰县，永宁县，灵武市
  - 上海世博会沙特馆
  - 三关口明长城
  - 中华回乡文化园
  - 宏佛塔
  - 红山堡
  - 黄河横城景区
  - 水洞沟遗址
  - 镇海塔
  - 兵沟旅游区

### 全国重点文物保护单位
- 海宝塔
- 拜寺口双塔
- 水洞沟遗址
- 西夏陵
- 贺兰山岩画
- 灵武窑址
- 承天寺塔
- 宏佛塔
- 银川玉皇阁
- 纳家户清真寺

## 教育

### 高校
- 宁夏大学
- 宁夏医科大学
- 北方民族大学
- 银川能源学院
- 中国矿业大学银川学院
- 宁夏大学新华学院

### 中学

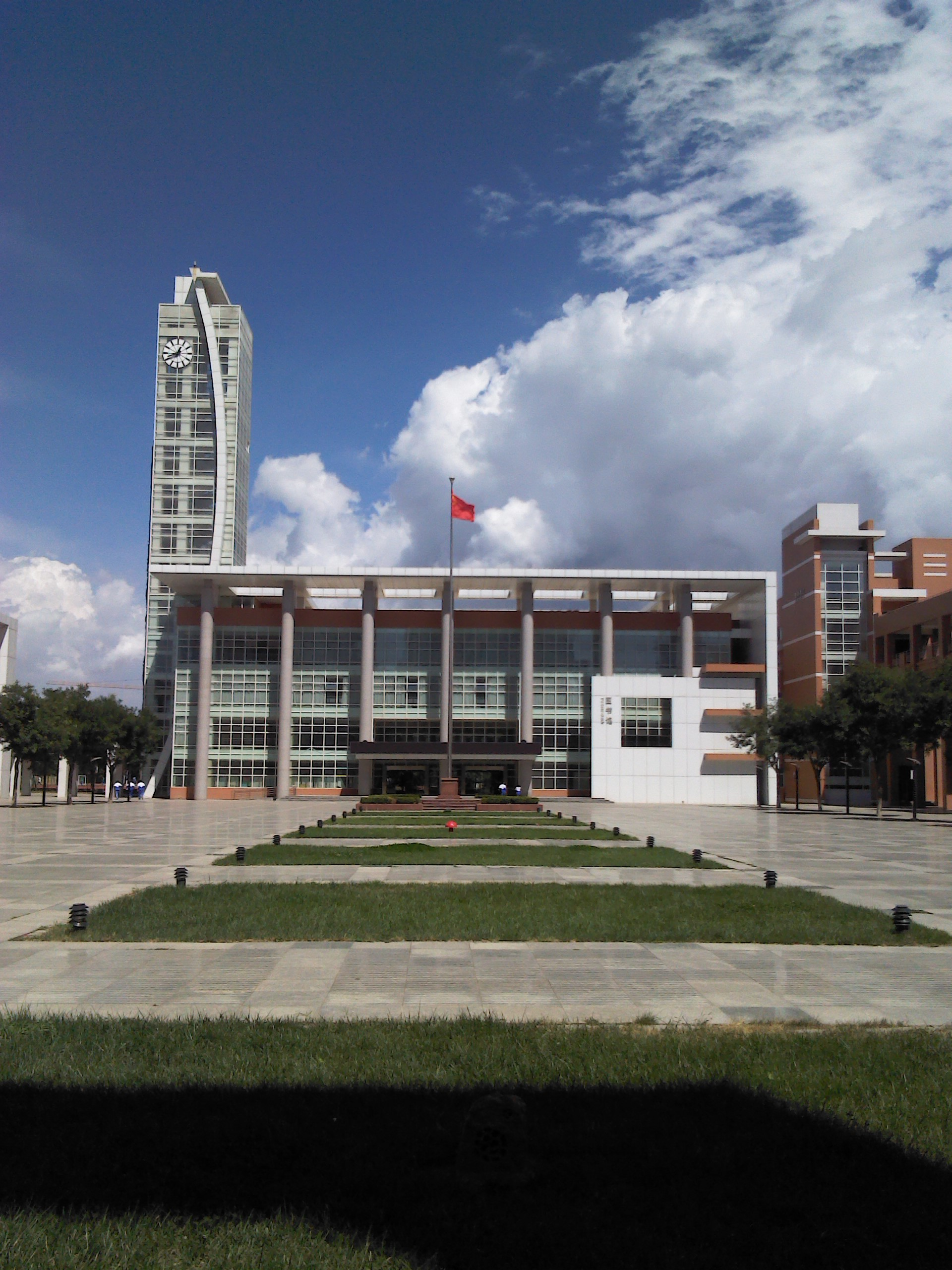
银川二中

- 银川市第一中学
- 银川市第二中学
- 银川市第三中学
- 银川市第十中学
- 银川市第十五中学
- 银川市第十七中学
- 银川市第二十四中学
- 银川市唐徕回民中学
- 银川市三沙源上游学校
- 银川景博中学
- 银川市第九中学
- 银川市第六中学
- 银川实验中学
- 宁夏大学附属中学
- 银川北塔中学

## 对外交流
银川市是中国·阿拉伯国家经贸论坛永久举办地，近年来积极打造向西开放桥头堡，加强与中亚，伊斯兰世界的交流合作。

### 友好城市

#### 正式缔结
- 比什凯克（2000年5月23日）
- 蒙古国乌兰巴托（2003年9月3日）
- 日本島根县松江市（2004年9月24日）
- 纳米比亚烏塔皮（2005年8月11日）[17]
- 庆山市（2008年1月24日）
- 土耳其伊尔卡丁（英语：İlkadım）（2011年9月23日）[18][19]
- 以色列埃拉特（2012年7月）
- 南非酒乡市（2012年9月）
- 波蘭琴斯托霍瓦（2013年8月26日）
- 维拉港（2014年8月）
- 摩洛哥塞塔特（2016年10月）
- 法國博朗斯（2018年8月16日）[20]
- 保加利亚蒙塔纳市（2018年9月）
- 唐津市（2022年8月）

#### 签署友好备忘录[21]
- 莫斯塔尔（2006年10月）
- 德国奥尔登堡（2013年11月）
- 美国森都布魯克（英语：Saddle Brook, New Jersey）（2011年10月28日）
- 美国斯普林菲尔德（2016年9月）[22]
- 约旦卡拉克（2016年9月）
- 斯里蘭卡莫勒图沃（2017年7月）
- 英国凯恩斯（2017年9月）
- 俄羅斯图拉（2019年6月）
- 羅馬尼亞苏恰瓦（2019年12月）